# Trò chơi nhập vai trực tuyến nhiều người chơi

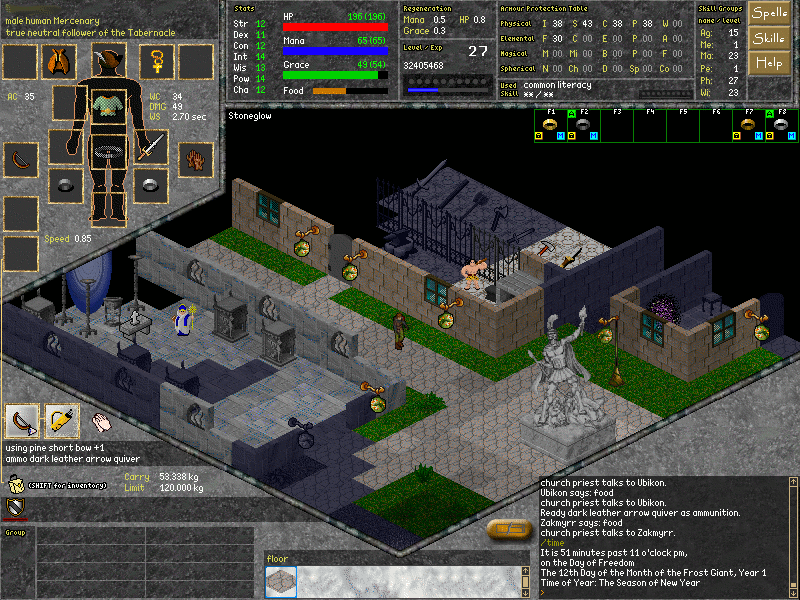
Daimonin là một trong những dự án riêng để phát triển MMORPG mã nguồn mở.

Trò chơi nhập vai trực tuyến nhiều người chơi (tiếng Anh: Massively Multiplayer Online Role-Playing Game), thường gọi là MMORPG là sự kết hợp giữa các trò chơi video nhập vai và các trò chơi trực tuyến nhiều người chơi, trong đó một số lượng rất lớn người chơi tương tác với nhau trong một thế giới ảo.
Như trong tất cả các game nhập vai hoặc RPG, người chơi đảm nhận vai trò của một nhân vật (thường là trong thế giới giả tưởng hoặc thế giới khoa học viễn tưởng) và kiểm soát nhiều hành động của nhân vật đó. MMORPG được phân biệt với các game nhập vai trực tuyến nhiều người chơi hoặc một người chơi nhỏ bởi số lượng người chơi có thể tương tác với nhau và bởi thế giới bền bỉ của trò chơi (thường được lưu trữ bởi nhà phát hành trò chơi), tiếp tục tồn tại và phát triển trong khi người chơi ngoại tuyến và rời khỏi trò chơi.
MMORPG được chơi trên toàn thế giới. Doanh thu toàn cầu cho MMORPG đã vượt quá nửa tỷ đô la trong năm 2005, và doanh thu tại các nước phương Tây đã vượt quá một tỷ đô la trong năm 2006. Năm 2008, chi tiêu cho đăng ký các tài khoản MMORPG của người dùng ở Bắc Mỹ và Châu Âu đã tăng lên 1,4 tỷ đô la.
World of Warcraft, một MMORPG nổi tiếng, có hơn 10 triệu người đăng ký tính đến tháng 11 năm 2014. Tổng doanh thu của World of Warcraft là 1,04 tỷ đô la Mỹ trong năm 2014. Star Wars: The Old Republic phát hành năm 2011, trở thành 'MMO tăng trưởng nhanh nhất thế giới' sau khi đạt được hơn 1 triệu người đăng ký trong ba ngày đầu tiên kể từ khi ra mắt.

## Các tính năng cơ bản

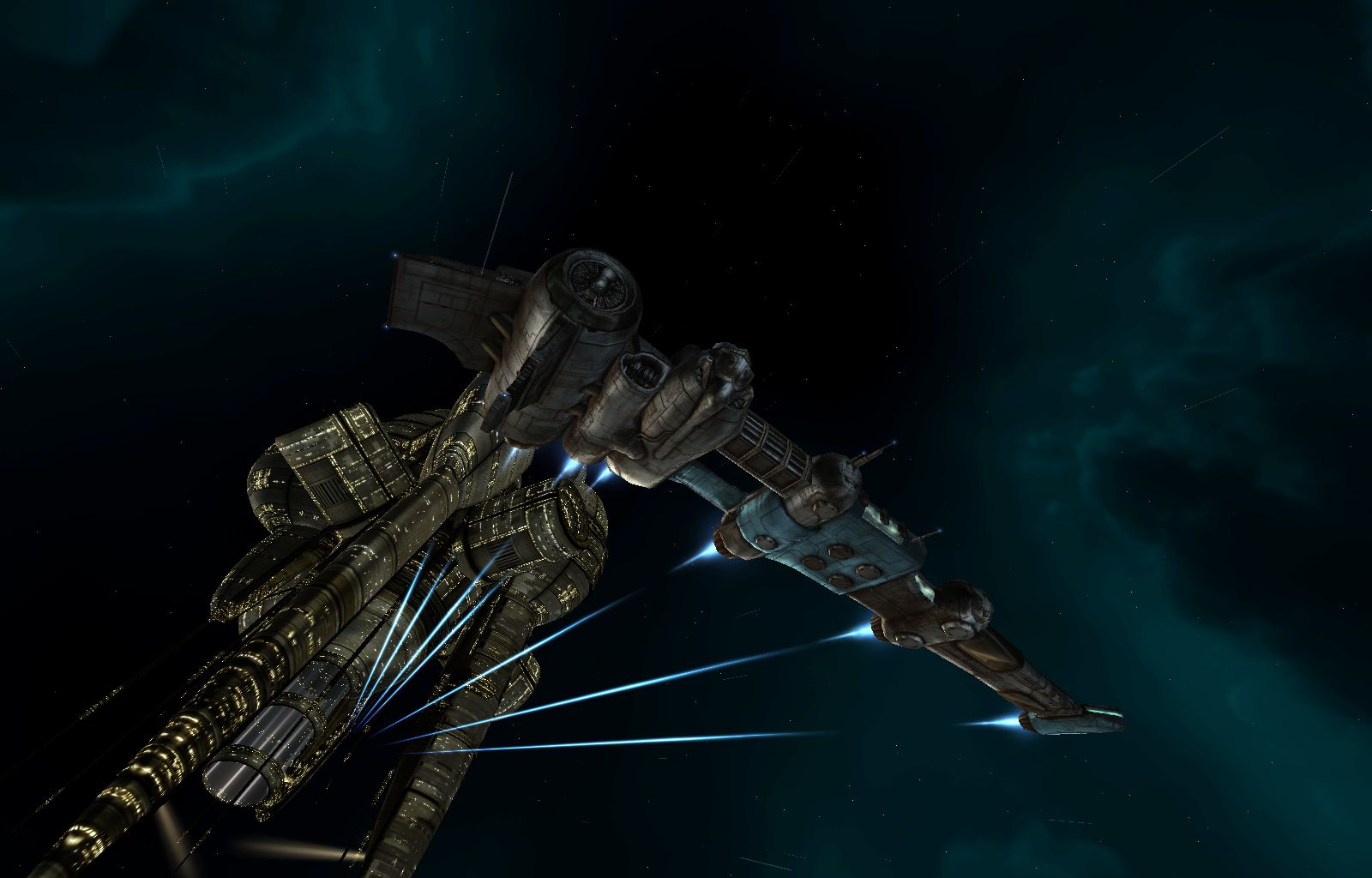
Tàu khu trục Gallente trong trò chơi EVE Online.

Hiện nay, các game MMORPG có nhiều tính năng nhưng tất cả gần như có chung các đặc điểm sau:
Hệ thống nhiệm vụ (quests), quái vật (monsters) và tài sản ảo.
Hệ thống chat, trao đổi buôn bán và lập nhóm, hội.
Hệ thống quản lý, kiểm tra dựa vào các Game Master.
Hệ thống chiến đấu kiểu RPG (Game nhập vai), chủ yếu dựa vào việc lên level, tăng các chỉ số sức mạnh.
Hệ thống ép đồ, tiểu bang hội giao tranh, công thành chiến, chung sức diệt trùm, phân loại nghề nghiệp.
Hệ thống đội (party) lập đội với người chơi để cùng đánh quái, chia sẻ kinh nghiệm